# 帕雷讷
帕雷讷（法語：Parennes，法語發音：[paʁɛn]）是法国萨尔特省的一个市镇，属于马梅尔斯区。

## 地理
帕雷讷（48°7'10"N, 0°11'7"W）面积14.5 平方千米，位于法国卢瓦尔河地区大区萨尔特省，该省份为法国西北部内陆省份，北起顺时针与奥恩省、厄尔-卢瓦省、卢瓦-谢尔省、安德尔-卢瓦尔省、曼恩-卢瓦尔省和马耶讷省接壤，是法国大西部的入口，连接卢瓦尔河谷、布列塔尼和巴黎盆地。
与帕雷讷接壤的市镇（或旧市镇、城区）包括：鲁埃塞瓦塞、圣桑福里安、泰尼、托尔塞维维耶-昂沙尔尼、鲁埃。

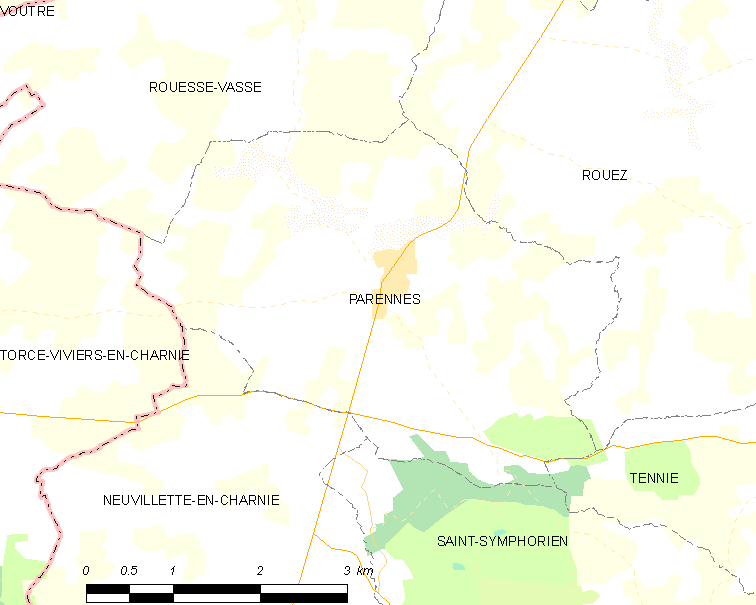
帕雷讷的OSM定位图

帕雷讷的时区为UTC+01:00、UTC+02:00（夏令时）。

## 行政
帕雷讷的邮政编码为72140，INSEE市镇编码为72229。

## 政治
帕雷讷所属的省级选区为锡耶勒纪尧姆县。

## 人口

1962-2008年间帕雷讷人口变化图示

帕雷讷于2022年1月1日时的人口数量为449人。